# سهل أباد (إستبهان)
سهل أباد (بالفارسية: سهل‌آباد) هي قرية تقع في منطقة رونيز في إيران. يقدر عدد سكانها بـ 1,908 نسمة .